# Чародії (фільм)
«Чародії» (рос. «Чародеи») — радянський художній фільм, новорічна музична комедійна кіноказка режисера Костянтина Бромберга за сценарієм братів Стругацьких. Фільм знятий у 1982 році, прем'єра його на ЦТ відбулася ввечері 31 грудня. Повторний показ фільму відбувся вже в січні 1983 року  на Другій програмі ЦТ.
Імена деяких персонажів, як і деякі деталі (НДІ з досліджень чарівництва у маленькому містечку) взяті з роману «Понеділок починається в суботу», але сам фільм не є екранізацією твору, а є самостійною історією.

## У ролях
- Олександра Яковлєва — Альона Ігорівна Саніна (вокал — Ірина Отієва)
- Олександр Абдулов — Іван Сергійович Пухов
- Катерина Васильєва — Кіра Анатоліївна Шемаханська, директор інституту (вокал — Жанна Рождественська)
- Валентин Гафт — Аполлон Митрофанович Сатанєєв
- Валерій Золотухін — Іван Степанович Ківрін, наречений Шемаханської
- Михайло Свєтін — Хома Остапович Бриль
- Роман Філіппов — Юлій Цезарович Камнеєдов
- Семен Фарада — гість з Півдня
- Еммануїл Віторган — Віктор Петрович Ковров
- Євгенія Абрамова — Катруся, помічниця Альони
- Ірина Бельгер— Вірочка, помічниця Альони
- Аня Ашимова — Ніна Пухова, сестра Івана
  - озвучення — Світлана Харлап
  - вокал пісні «Три белых коня» — Лариса Доліна
  - вокал пісні «Снежинка» — Ольга Рождественська
- Віра Смоляницька — перекладач
- Лілія Макеєва — Ольга, секретарка Шемаханської
- Леонід Харитонов — Петро Петрович Аматін, директор Московської експериментальної фабрики музичних інструментів
- Микола Парфьонов — начальник поїзда

## Творча група
- Автори сценарію: Аркадій Стругацький, Борис Стругацький
- Режисер-постановник: Костянтин Бромберг
- Оператор-постановник: Костянтин Апрятін
- Художник-постановник: Володимир Ликов
- Худодожник-декоратор: Ігор Бриль
- Композитор: Євген Крилатов
- Автор тестів пісень: Леонід Дербеньов
- Звукооператор: І. Гольдман
- Режисери: В. Ящиковський, Ю. Семенов
- Оператор: А. Мосієнко
- Режисер монтажу: Надія Яворська
- Художник по костюмах: В. Соковнін
- Художники-гримери: Григорій Волошин, С. Разгуляєва
- Комбіновані зйомки: оператор — Всеволод Шлемов, художник — Е. Єлісаветська
- ВІА «Добрі молодці»
- Балетмейстер: В. Манохін
- Асистенти режисера: Ю. Константинова, В. Луценко, Л. Аркельян, Г. Гайнуліна
- Асистенти оператора: Віталій Соколов-Олександров, В. Дворянінов, І. Щевченко
- Редактор: Е. Марценюк
- Директор картини: Людмила Позднякова